# Зафара
Зафара (словен. Zafara) — поселення в общині Жужемберк, регіон Південно-Східна Словенія, Словенія. Висота над рівнем моря: 303,5 м.